# Ingen bor i skogen
Ingen bor i skogen är en svensk TV-serie i genren "absurd humor". Serien består av fem delar, producerad av humorgruppen Klungan från Umeå. Det sändes på SVT2 mellan 14 juni och 12 juli 2010. Avsnitten spelades in i december 2009 och släpptes på DVD den 3 november 2010. De fyra skådespelarna Olof Wretling, Sven Björklund, Mattias Fransson och Carl Englén spelar två karaktärer var.
Serien handlar om åtta personer som bor grannar med varandra i en slags matris av nio lösryckta rum. Alla har varsitt rum, ett blir kvar och det är skogen.

## Rollfigurer

### Katla
Katla är en androgyn nycirkusartist med skorrande r-ljud och vin som passion. Katla försöker göra provocerande saker i sina föreställningar och försöker få andra att medverka i dem. Katla hade också tidigare en trång, provocerande och klaustrofobisk lägenhet. Men nu har Katla en allt rymligare och mindre provocerande sådan, i själva matrisen. Katla saknade ändå sin gamla lägenhet. 
Katla spelas av Olof Wretling.

### Mikal Hjort
Han har som mål att bli uppfostrad av djur. Steg ett är att tappa minnet, steg två är att bli omhändertagen av djur. Helst vill han bli uppfostrad av lodjur och skulle helst slippa att bli uppfostrad av mårdhundar. Ändå har han massor av inramade foton på mårdhundar i sitt rum och blir ständigt ganska orolig när de är omkring honom. I förberedelse inför uppfostrandet har han i sitt rum ett gym som han tränar på för att kunna röra sig lika atletiskt som ett djur och han äter endast mannagryn, blast, satsumas och Djungelvrål som han värmer i en mikrovågsugn.
Mikal spelas av Mattias Fransson.

### Lars Stenberg
Han är en sjukpensionär från Älvsbyn som ser på Fråga doktorn och väntar förgäves på att hans dotter Monika ska komma ut från sitt rum men Lars brukar inte se upp till henne heller. Lars har även haft en fru, som heter Marianne.
Lars brukar också berätta om när han var yngre och sysslade med jakt. Då hade han långt, blont och lockigt hår som senare fastnade i en svarv, en olycka som förstörde hans liv. Sen la han jakten på hyllan. Lars gjorde dessutom lumpen på I 19 i Boden och har varit vice kassör i aktionsgruppen "Nej till simhall i Älvsbyn".
Lars Stenberg spelas av Sven Björklund.

### Gustav Svensson
Han är en gammal narkosläkare från Lund som ältar om varför hans fru Gunnel lämnat honom för en ”storkukad” keramiker som heter Preben. Han får dessutom inte träffa sitt barnbarn Andreas för att hans dotter Elin heller inte vill ha med honom att göra. Gustav gillar att lyssna på jazz och hans rum består av en trädgård, där han också brukar sitta i sin solstol.
Gustav Svensson spelas av Carl Englén.

### Agneta Fagervall-Olsen
Hon är en livsbejakande tvåbarnsmamma från Luleå som brukar sitta i en isrink och prata om hur hon fått stå ut med gubbväldet inom kommunen. Hon anser sig själv vara en sexig kvinna. Hon drömmer att få starta en "boutique" utanför Luleå och en gång har hon "speed-dejtat" Gustav Svensson.
Agneta spelas av Sven Björklund.

### Danne Hansson
Han är från Göteborg, bor i en bil och driver på enmansbasis en hjälporganisation som heter Halkrisk, en backronym för "Halvkriminellas Rätt I Samhället - Kamratföreningen". Danne har hästsvans och bär MC-kläder. Dannes vanliga catch phrase är "Kanon!"
Danne spelas av Carl Englén.

### Jens Persson
Han är en nybliven särbo från Umeå-trakten som oftast fördriver sin tid med att mixtra med sitt hemmabiosystem för 270 000 kr. Jens brukar klä sig vardagligt med svart skjorta, kalsonger och sockar på, som han i det läget brukar kalla för "kalsongläge". Han har blont och ganska långt hår, han anser att han fått sin "snygghet" från sin pappa som tränade catwalk med sina barn när de var yngre. Jens har i 20 år haft en tjej som heter Lisa som hade fått jobb i Singapore, vilket gjorde Jens till särbo. När hennes frånvaro blev för mycket för honom, gjorde han slut. Det är ingen hemlighet att han gärna jobbar med "orolig himmel över Kvarken", vilket är svart skjorta och blåa jeans. 
Jens Persson spelas av Olof Wretling.

### Hans-Erik "Geggan" Nordin
Han är en rätt fattig, bitter och sadistisk man. Han har tidigare varit skolvaktmästare, där han har blivit utskrattad av eleverna. Hans-Erik har lagt ner alla sina pengar på att bygga ett hus och en hamburgerbar till sin son Johannes, som pluggat i Stockholm, i förhoppning om att denne ska flytta hem. Därför bor han själv i en hundkoja. "Geggan" har en ilska som inte går att kontrollera och han påstår att han inte har skrattat sen 1973. Han har också funderat på att ta ihjäl sommargäster som han besvärats av, men har tänkt efter om det är lagligt. Det avslöjas inte i själva TV-serien att Hans-Erik kallas för "Geggan", men det nämndes i DVD:n som TV-serien finns på, i ett extramaterial med bortklippta scener. Det var eleverna på skolan han jobbade i som gav honom det öknamnet. I ett avsnitt av Mammas nya kille från 2008 presenteras "Geggan" som vaktmästare på Bengt Strömbros gamla skola. Han kallar sig då för Benny.
"Geggan" spelas av Mattias Fransson.